# Injektive und projektive Modellstruktur
Injektive und projektive Modellstrukturen sind im mathematischen Teilgebiet der Höheren Kategorientheorie jeweils Modellstrukturen auf der Funktorkategorie in eine Modellkategorie. Beide Modellstrukturen müssen nicht unbedingt existieren, jedoch gibt es Bedingungen für ihre Existenz. Eine wichtige Anwendung ist die Untersuchung von Limiten und Kolimiten untersucht werden, welche Funktoren aus einer Funktorkategorie sind und dadurch zu Quillen-Adjunktionen gemacht werden können.

## Definition
Sei {\displaystyle {\mathcal {I}}} eine kleine Kategorie und {\displaystyle {\mathcal {C}}} eine Modellkategorie. Für zwei Funktoren {\displaystyle F,G\colon {\mathcal {I}}\rightarrow {\mathcal {C}}} besteht eine natürliche Transformation {\displaystyle \eta \colon F\Rightarrow G} aus Morphismen {\displaystyle \eta _{X}\colon FX\rightarrow GX} in {\displaystyle \operatorname {Ar} {\mathcal {C}}} für alle Objekte {\displaystyle X} in {\displaystyle \operatorname {Ob} {\mathcal {I}}}. Für diese kann also untersucht werden, ob es sich um Faserungen, Kofaserungen oder schwache Äquivalenzen handelt, wodurch sich eine Modellstruktur auf der Funktorkategorie {\displaystyle \operatorname {Fun} ({\mathcal {I}},{\mathcal {C}})} ergeben kann.
- Injektive Kofaserungen und injektive schwache Äquivalenzen sind die natürlichen Transformationen, welche komponentenweise nur aus Kofaserungen und schwachen Äquivalenzen bestehen. Injektive Faserungen ergeben sich als die natürlichen Transformationen mit der Rechtshochhebungseigenschaft gegenüber allen injektiven trivialen Kofaserungen.[1]
- Projektive Faserungen und projektive schwache Äquivalenzen sind die natürlichen Transformationen, welche komponentenweise nur aus Faserungen und schwachen Äquivalenzen bestehen. Projektive Kofaserungen ergeben sich als die natürlichen Transformationen mit der Linkshochhebungseigenschaft gegenüber allen projektiven trivialen Faserungen.[2][3]

Für eine Modellkategorie müssen zusätzlich die injektiven trivialen Kofaserungen die Linkshochhebungseigenschaft gegenüber allen injektiven Faserungen und projektive triviale Faserung die Rechtshochhebungseigenschaft gegenüber allen projektiven Kofaserungen haben. Das muss jedoch beides nicht der Fall sein, weshalb die injektive und projektive Modellstuktur nicht existieren müssen.
Die Funktorkategorie {\displaystyle \operatorname {Fun} ({\mathcal {I}},{\mathcal {C}})} mit der initialen und projektiven Modellstruktur wird jeweils als {\displaystyle \operatorname {Fun} ({\mathcal {I}},{\mathcal {C}})_{\mathrm {inj} }} und {\displaystyle \operatorname {Fun} ({\mathcal {I}},{\mathcal {C}})_{\mathrm {proj} }} notiert.

## Eigenschaften
- Ist {\displaystyle {\mathcal {I}}} die zugeordnete Kategorie einer kleinen wohlgeordnete Menge mit initialem Element und hat {\displaystyle {\mathcal {C}}} alle kleinen Kolimiten, dann existiert die projektive Modellstruktur auf {\displaystyle \operatorname {Fun} ({\mathcal {I}},{\mathcal {C}})}.[4]

## Quillen-Adjunktionen
Sei {\displaystyle {\mathcal {C}}} eine kombinatorische Modellkategorie. Sei {\displaystyle F\colon {\mathcal {I}}\rightarrow {\mathcal {J}}} ein Funktor zwischen kleinen Kategorien, dann gibt es einen Funktor {\displaystyle F^{*}\colon \mathbf {Fun} ({\mathcal {J}},{\mathcal {C}})\rightarrow \mathbf {Fun} ({\mathcal {I}},{\mathcal {C}})} durch Vorkomposition. Da {\displaystyle {\mathcal {C}}} alle kleinen Limiten und kleinen Kolimiten hat, hat dieser Funktor sowohl einen linksadjungierten Funktor {\displaystyle F_{!}\colon \mathbf {Fun} ({\mathcal {I}},{\mathcal {C}})\rightarrow \mathbf {Fun} ({\mathcal {J}},{\mathcal {C}}),F_{!}(G)=\operatorname {Lan} _{F}(G)} mit {\displaystyle F_{!}\dashv F^{*}} bekannt als linke Kan-Erweiterung als auch einen rechtsadjungierten Funktor {\displaystyle F_{*}\colon \mathbf {Fun} ({\mathcal {I}},{\mathcal {C}})\rightarrow \mathbf {Fun} ({\mathcal {J}},{\mathcal {C}}),F_{*}(G)=\operatorname {Ran} _{F}(G)} mit {\displaystyle F^{*}\dashv F_{!}} bekannt als rechte Kan-Erweiterung. Vordere Adjunktion ist eine Quillen-Adjunktion zwischen den projektiven Modellstrukturen und hintere Adjunktion ist eine Quillen-Adjunktion zwischen den injektiven Modellstrukturen.